# Stosunki polsko-libańskie

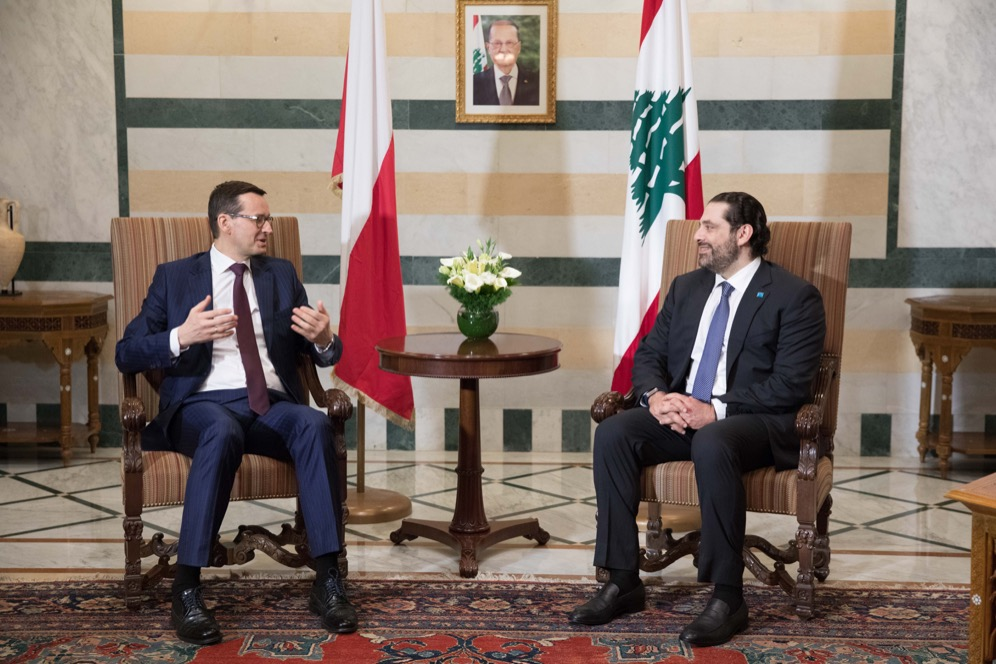
Premier Polski Mateusz Morawiecki i premier Libanu Sad al-Hariri, 2018

Stosunki polsko-libańskie – wzajemne relacje między Polską a Libanem.
Stosunki dyplomatyczne między Polską a Libanem zostały nawiązane w 1944 roku przez Rząd Rzeczypospolitej Polskiej na uchodźstwie. Władze Libanu uznawały rząd londyński do 1956 roku, kiedy to nawiązały stosunki z Polską Rzeczpospolitą Ludową. Po 1989 roku kilkukrotnie miały miejsce spotkania na szczeblu głów państw i szefów rządów (w 2018 roku w wizytą w Libanie przebywał premier Mateusz Morawiecki).
W 2023 roku obroty handlowe między oboma krajami osiągnęły wartość 100 mln USD z saldem dodatnim po stronie Polski (wartość polskiego eksportu do Libanu – 82,6 mln USD).
Od 2018 roku Liban znajduje się wśród krajów priorytetowych programu polskiej pomocy rozwojowej, która obejmuje m.in. wsparcie uchodźców z Syrii celem zapewnienia im schronienia, ochrony zdrowia i dostępu do usług społecznych, wsparcie przedsiębiorczości i edukacji oraz wsparcie przedsięwzięć z zakresu ochrony środowiska (np. budowa oczyszczalni ścieków).
W latach 1992–2009 i ponownie od 2019 roku w Libanie stacjonuje polski kontyngent wojskowy w ramach misji ONZ UNIFIL.